# Tuparendi
Tuparendi är en kommun i Brasilien.   Den ligger i delstaten Rio Grande do Sul, i den södra delen av landet, 1 500 km sydväst om huvudstaden Brasília. Antalet invånare är 8 557.
Trakten runt Tuparendi består till största delen av jordbruksmark. Runt Tuparendi är det ganska glesbefolkat, med 32 invånare per kvadratkilometer.